# Place Royale (Reims)
Place Royale (che significa "Piazza Reale") è una piazza di Reims, in Francia. Al centro si erge una statua in bronzo del re Luigi XV di Francia, commissionata dalla città da Jean-Baptiste Pigalle e inaugurata il 26 agosto 1765, raffigurante "il sovrano in abito romano, con allori in testa e una mano tesa".
La piazza è monumento storico della Francia.